# Rådhuspladsen
 For alternative betydninger, se Rådhuspladsen (flertydig). (Se også artikler, som begynder med Rådhuspladsen)
Rådhuspladsen er navnet på den centralt beliggende plads mellem Vester Voldgade og H.C. Andersens Boulevard foran Københavns Rådhus på Vesterbro, København. Vesterbrogade og Strøget støder desuden op til pladsen.
I dag er pladsen et af de mest befærdede steder i hovedstaden, ligesom H.C. Andersens Boulevard er en af Københavns betydeligste færdselsårer, hvor 60.000 biler dagligt passerer Rådhuspladsen. Tagene på husene omkring pladsen rummer Københavns – og Danmarks – største opbud af neonlysreklamer. Den første lysreklame på Rådhuspladsen blev monteret i 1931.
Siden 2019 har der ligget en metrostation på pladsen, som er en del af Cityringen.

## Historie og brug
Pladsen, der er 29.300 m² stor, blev anlagt hvor Halmtorvet tidligere lå. Inden voldenes fald i 1850'erne havde dette torv ligget lige inden for Vesterport. Nulpunktstenen markerer portens omtrentlige placering. Hvor pladsen findes i dag, var oprindeligt en del af byens Vestervold med Schacks og Gyldenløves Bastioner, og på sidstnævntes plads blev Rådhuset placeret.
På voldterrænet blev der 1872-1889 i sammenhæng med Tivoli etableret en industri- og kunstudstillingspark, der lagde grund til to udstillinger og blev en stor succes. Den første udstilling åbnedes 13. juni 1872 med megen festivitas. En kantate, skrevet af Carl Ploug og med musik af Niels W. Gade, markerede åbningen. Kong Christian 9. udtalte følgende ord: "Idet jeg nu ønsker, at denne Udstilling maa bære rig og velsignet Frugt for Industriens og Konstens Udvikling til de nordiske Rigers Held og Styrke, erklærer jeg denne anden nordiske Kunst- og IndustriudstiIling for aabnet".
Til brug for denne nordiske udstilling blev Industribygningen på hjørnet af Vesterbros Passage opført. Bygningen, som blev opført for Industriforeningen 1870-1872 efter arkitekt Vilhelm Kleins tegninger, bestod af fire fløje med hjørnepavilloner og var i to etager. Materialet var røde mursten og stilen inspireret af italiensk renæssance. I 1879 blev midterbygningen ombygget til en grandios hal, igen efter Kleins tegninger, og i 1908 blev en café, Industricaféen, påbygget huset ud mod pladsen. Bygningen blev i 1930'erne indtaget af biografen Palladium, der blev indsat i en funktionalistisk stil ved arkitekt Ernst Kühn. Komplekset blev nedrevet 1976. Det blev afløst af Industriens Hus, tegnet af Erik Møller i en stil, der med sine mokkasten og kobbertag imiterede de københavnske farver. Arne Jacobsen havde tidligere leveret et forslag til en afløser, men hans projekt blev forkastet.
Den næste udstilling åbnede i 1888 og blev endnu en succes for Danmark. Hovedattraktionen var en stor udstillingshal i træ, opført 1887-89 med Martin Nyrop som arkitekt. Hans bygning strakte sig næsten fra Vesterbros Passage, fortsatte sydvest for byens gamle Halmtorv (hvor Lurblæserne nu er rejst) og nåede til Vester Voldgades daværende forlængelse. Udstillingsbygningen var en imponerende trækonstruktion, der kronedes af en enorm kuppel med flagstang øverst, og blev et gennembrud for nationalromantikken.
Kunstnersammenslutningen Den Frie lejede i årene 1883-1898 en grund på Rådhuspladsen, hvor de opførte en udstillingsbygning, en træpavillion designet af arkitekt Thorvald Bindesbøll. I bygningen udstillede bla. Paul Gauguin og Vincent van Gogh.
Nyrop blev også arkitekt for Rådhuset, der afløste hans udstillingshal. Først blev udstillingsområdet ryddet efter aftale med kommunen og lå øde allerede 1. januar 1889. To måneder senere afleverede Nyrop sit første projekt til et nyt rådhus i konkurrence med bl.a. Vilhelm Dahlerup og Valdemar Koch. Nyrop måtte først dele førstepræmien med Koch. Men efter at Koch havde udtalt til støtte til Nyrop, og efter atter en konkurrence, sejrede Nyrop alene, hvorefter udgravningen påbegyndtes 1892. Rådhuset stod færdigt 1905.
Pladsen med rådhuset bærer tydelig præg af inspiration fra italienske byers pladser, især torvet og rådhuset i Siena. Oprindeligt havde Rådhusets arkitekt, Martin Nyrop, anlagt en skålformet, forsænket plads indrammet af granitborner, Muslingeskallen, foran Rådhuset inspireret af netop Siena. Muslingeskallen forsvandt under Besættelsen sammen med den sporvejsventesal, kaldet "Feslottet", som Thorvald Jørgensen havde bygget 1903, og som i dag står i Espergærde. Muslingeskallen blev, modsat rådhuset, aldrig en succes, for Nyrop havde overset, at konceptet ikke kunne overføres fra Sienas intime rådhusplads til det store, forblæste areal i København. Folkeviddet omdøbte Muslingeskallen "æbleskivepanden" eller "gadekæret".
Den 12. september 1941 skrev Politiken en artikel om "50 Aars Diskussion om Raadhuspladsen". I 1942 blev den første arkitektkonkurrence om pladsens indretning afholdt. Vinderen blev Frits Schlegel, som foreslog at udvide Rådhuspladsen ned ad Vesterbrogade forbi Tivolis hovedindgang. De fleste af konkurrencens deltagere ønskede at fjerne Muslingeskallen. Det forsvandt også, omend af andre grunde, for under Besættelsen blev der i 1944 etableret beskyttelsesrum på pladsen, som først blev fjernet i 1947. I 1954 blev Vestre Boulevard omdøbt til H.C. Andersens Boulevard og samtidig udvidet til motorgade, hvorved Rådhushaven forsvandt.
Næste arkitektkonkurrence fulgte i 1977 og blev vundet af Knud Holscher og Svend Axelsson fra arkitektfirmaet Krohn & Hartvig Rasmussen, som i lighed med Schlegel foreslog at føre Rådhuspladsen ned til Hovedbanegården, blandt andet via en bred fodgængertunnel under H.C. Andersens Boulevard og ved at lukke Vester Voldgade for biltrafik. Forslaget blev dog ikke til noget, men da Rådhuspladsen endelig blev renoveret og omlagt i beton og granit i 1995-96 op til Kulturby 96 var det Svend Axelsson, der fik opgaven. Denne gang blev vejforløbet hen over pladsen fra Frederiksberggade til Vesterbrogade nedlagt, men projektet var i øvrigt kun en svag afglans af tankerne fra 1977-konkurrencen.
Den væsentligste forandring i kulturbyåret var opførelsen af Axelssons HT-busterminal, som lå midt på pladsen fra 1996 og indtil 2010. Den adskilte den åbne plads tættest på rådhuset fra busholdepladserne i den modsatte ende. Bygningen var ved sin åbning i 1996 meget omdiskuteret, idet mange mente, at den virkede malplaceret og for voldsom i forhold til det omkringliggende samlede areal, ligesom den blev beskyldt for at ødelægge pladsens æstetik. Mange betragtede bygningen som en øjebæ. Bygningen blev revet ned i vinteren 2010 for at give plads til en ny metrostation, der åbnede i september 2019. Busholdepladserne blev i samme anledning erstattet af et område med træer og en cykelsti på tværs af pladsen mellem Vestergade og Jernbanegade.
Der er i tidens løb fremkommet mange andre forslag til organisering af pladsen, bl.a. af Vilhelm Klein (en runddel med monumenter à la Tiergarten i Berlin) og Alf Cock-Clausen (et H.C. Andersen-monument).
Piccadilly Circus i London og Times Square i New York har samme funktionalitet – at være byens midte og omdrejningspunkt. Rådhuspladsen lægger hyppigt fliser til store arrangementer, bl.a. udstillinger, koncerter og storskærmstransmissioner af fodboldkampe. Ved festlige lejligheder bruges den ligeledes som samlingssted, f.eks. ved Copenhagen Pride og nytårsaften. Pladsen bruges også jævnligt til demonstrationer.
Rådhuspladsen er også kendt som den dyreste grund i Matador-spillet.

## Monumenterne på pladsen
- Landsoldaten med den lille hornblæser (1899 af H.P. Pedersen-Dan og B. Fischer)
- Dragespringvandet (1904, 1908 og 1923 af Thorvald Bindesbøll og Joakim Skovgaard). En omkringliggende kumme blev fjernet ved en udvidelse af H.C. Andersens Boulevard i 1954 men stod efterfølgende på Brønshøj Torv i 1973-2001. I 2023 blev den placeret midt på Rådhuspladsen sammen med springvandet.[5][6]
- Lurblæserne (1911-14 af Siegfried Wagner og Anton Rosen)
- Nulpunktsten ved Vesterport (af P.V. Jensen Klint, opsat 1920-25)
- H.C. Andersen (1961, statue i bronze af Henry Luckow-Nielsen)
- Rådhuspladsen 14: Mindetavle for Poul Valdemar Sørensen, der blev dræbt på stedet 5. maj 1945.[7]
- Rådhuspladsen 45-47: Mindetavle for redaktør Sigurd Thomsen, der blev skuddræbt af Gestapo på stedet 25. marts 1944.

## Bygningerne omkring pladsen
- Københavns Rådhus (1895-1905 af Martin Nyrop, fredet 1981)
- Helmerhus, også kaldet Utrecht-bygningen, Rådhuspladsen 2-4/Vester Voldgade 10-14/Studiestræde/H.C. Andersens Boulevard 15-17 (1892-93 af Knud Arne Petersen og Henrik Hagemann)
- Nye Danskes hus, nu Hotel The Square, Rådhuspladsen 14/Jernbanegade (1960 af Ejner Graae og Henning Helger)
- Richshuset, Rådhuspladsen 16/Vesterbrogade 2 (1936 af Alf Cock-Clausen)
- A/S Ferrum, nu Politikens Hus, Rådhuspladsen 37/Vester Voldgade 35 (1904-05, udvidet 1906-07, af Philip Smidth)
- Hotel Bristol, senere Absalons Gaard, Rådhuspladsen 45 (1901-02 af Vilhelm Fischer, 1. præmie i konkurrence, præmieret af Københavns Kommune 1903)
- Metropol, B.T. Central i tiden 1913-77, Rådhuspladsen 55 (1896 af Philip Smidth, ombygget 1924 og 1929 af Bent Helweg-Møller)
- Palace Hotel, Rådhuspladsen 57/Mikkel Bryggers Gade 8 (1909-10 af Anton Rosen, fredet 1985)
- Kreditkassen for Husejere i Kjøbenhavn, Rådhuspladsen 57 (tegnet 1928 af Einar Ambt, fuldført 1929 efter Ambts død af Gunnar Juul Brask)
- St. Clementshus, Rådhuspladsen 75 (1927 af Arthur Wittmaack & Vilhelm Hvalsøe)
- Dagmarhus, H.C. Andersens Boulevard 12/Jernbanegade 2 (1937-39 af Christian Kampmann og Hans Dahlerup Berthelsen)
- Industriens Hus, H.C. Andersens Boulevard 18/Vesterbrogade 1 (1977-79 af Erik Møller, gennemgribende ombygget og forhøjet 2010-13 af Transform)
- H.C. Andersen Slottet, også kaldet Tivolislottet, H.C. Andersens Boulevard 20-24 (1892-93 af Vilhelm Klein)

### Tidligere bygninger
- Industribygningen lå på hjørnet af Vesterbrogade og Vestre Boulevard fra 1872 indtil 1977 (tegnet af Vilhelm Klein)
- Den Frie udstillingsbygning 1883-1898, ved Vesterport Passage. Pavillion af arkitekt Thorvald Bindesbøll.
- Hjørnebygningen med Centralhotellet og Café Paraplyen lå på hjørnet af Rådhuspladsen 16 og Vesterbrogade 2A fra 1874 indtil 1934 (også af Klein, erstattet af Richshuset)
- Huset Rådhuspladsen 14 eksisterede fra 1875 til 1960 (også af Klein, erstattet af Nye Danskes hus)
- Dagmarteatret lå på hjørnet af Jernbanegade og Vestre Boulevard fra 1883 indtil 1937 (tegnet af Ove Petersen, erstattet af Dagmarhus)
- Sporvejsventesalen "Feslottet" lå midt på pladsen (tegnet af Thorvald Jørgensen 1903, flyttet 1948, findes nu som sommerhus på Stokholmsvej 43 i Mørdrup pr. Espergærde)
- HT-terminalen lå i den modsatte ende af Rådhuspladsen. Den blev revet ned i 2010, i forbindelse med metrobyggeriet (tegnet af KHR arkitekter ved Svend Axelsson)